# San Juan de los Lagos
San Juan de los Lagos è un comune del Messico, situato nello stato di Jalisco, il cui capoluogo è la località omonima.

## Storia
La città, fondata tra il 1542 e il 1550 e avrebbe portato il nome di San Juan Bautista, in onore del santo precursore di Cristo, e vi sarebbe stata lasciata l'immagine miracolosa dell'Immacolata Concezione. Il 3 luglio 1633, con licenza della Corte Reale, le famiglie spagnole furono autorizzate a stabilirsi nel luogo che fu chiamato Villa de San Juan de los Lagos, nome che mantenne fino al 30 ottobre 1869, quando il Congresso dello Stato le concesse il titolo di città. Si racconta che nel 1623 l'immagine della Vergine Maria compì un miracolo riportando in vita una bambina di sette anni, figlia di artisti circensi di passaggio. In seguito a questo e ad altri eventi simili, l'immagine acquisì fama per i suoi miracoli, cominciando ad attirare centinaia di pellegrini ogni anno. Durante il XVIII e il XIX secolo, la città acquisì grande importanza economica grazie alla richiesta di servizi e attività commerciali dovuto alle migliaia di pellegrini. Questo boom, unito alla crescente presenza della struttura dell'autorità ecclesiastica, portò alla costruzione di numerosi edifici e case nel centro strico, che oggi rivestono un notevole valore architettonico e storico. Oggi San Juan de los Lagos ospita la più grande infrastruttura di accoglienza e ristorazione nella regione di Los Altos. Dopo Guadalajara e Puerto Vallarta è la terza città con il più alto tasso di turismo nello stato di Jalisco. Attualmente, la città è visitata ogni anno da oltre 6 milioni di fedeli, che trovano conforto e un'atmosfera spirituale.

## Demografia
Secondo i risultati del censimento della popolazione e delle abitazioni del 2010 condotto dall'Istituto Nazionale di Statistica e Geografia, (INEGI), nel censimento del 2020, il comune di San Juan de los Lagos contava 260 frazioni, la popolazione totale del comune di San Juan de los Lagos è di 65.219 abitanti. La densità di popolazione è di 25,97 abitanti per km2.
| Cdice INEGI                               | Località                                  | Popolazione (2020) |
| ----------------------------------------- | ----------------------------------------- | ------------------ |
| 140730001                                 | San Juan de los Lagos (capoluogo)         | 53 539             |
| 140730221                                 | Santa Cecilia                             | 4 189              |
| 140730296                                 | Mezquitic de la Magdalena                 | 2 023              |
| 140730441                                 | La Calera                                 | 1 017              |
| Altre località con meno di 1000 residenti | Altre località con meno di 1000 residenti | 11 462             |
| Totale nel municipio                      | Totale nel municipio                      | 72 230             |

## Clima
Il territorio intorno a San Juan de los Lagos è per lo più pianeggiante, ma a ovest è collinare. La temperatura media è di 22 °C. Il mese più caldo è maggio, con 30 °C, e il più freddo dicembre, con 16 °C. La piovosità media è di 862 millimetri all'anno. Il mese più piovoso è luglio, con 245 millimetri di pioggia, e aprile più secco, con soli 2 millimetri.
| Mesi                 | Gen. | Feb. | Mar. | Apr. | Mag. | Giu. | Lug. | Ago. | Set. | Ott. | Nov. | Dic. |
| -------------------- | ---- | ---- | ---- | ---- | ---- | ---- | ---- | ---- | ---- | ---- | ---- | ---- |
| Temperatura max. °C  | 27   | 33   | 37   | 43   | 43   | 39   | 26   | 25   | 24   | 27   | 29   | 26   |
| Temperatura min. °C  | 7    | 10   | 10   | 14   | 16   | 16   | 15   | 15   | 13   | 12   | 9    | 7    |
| Pioggia (millimetri) | 14   | 34   | 7    | 2    | 43   | 122  | 245  | 140  | 140  | 58   | 23   | 32   |

## Luoghi di interesse
Il centro storico di San Juan de los Lagos è molto piccolo e i pochi edifici di epoca coloniale sono quasi tutti ad un solo isolato dalla piazza principale e dalla cattedrale, il resto della città presenta edifici moderni per nulla attraenti e zone commerciali, Plaza de Armas è la piazza principale ed è circondata da edifici coloniali in pietra rosa, la maggior parte degli edifici storici si affaccia su questa piazza.
- Cattedrale Basilica di San Juan de los Lagos è l'edificio più importante ed imponente delle città
- Plaza de Armas
- Fuente de la Plaza de Armas
- Casa de la cultura Maria Izquierdo
- Mercado Municipal è il principale mercato pubblico della città
- Parroquia de San Juan Bautista
- Templo del Pocito y del Primer Milagro
- Presidencia Municipal de San Juan de los Lagos
- Museo Cihuapilli (Casa De La Virgen)
- Templo de la Sagrada Familia
- Capilla Del Pocito
- Puente Histórico
- Punto panoramico de la Cruz Monumental

## Amministrazione

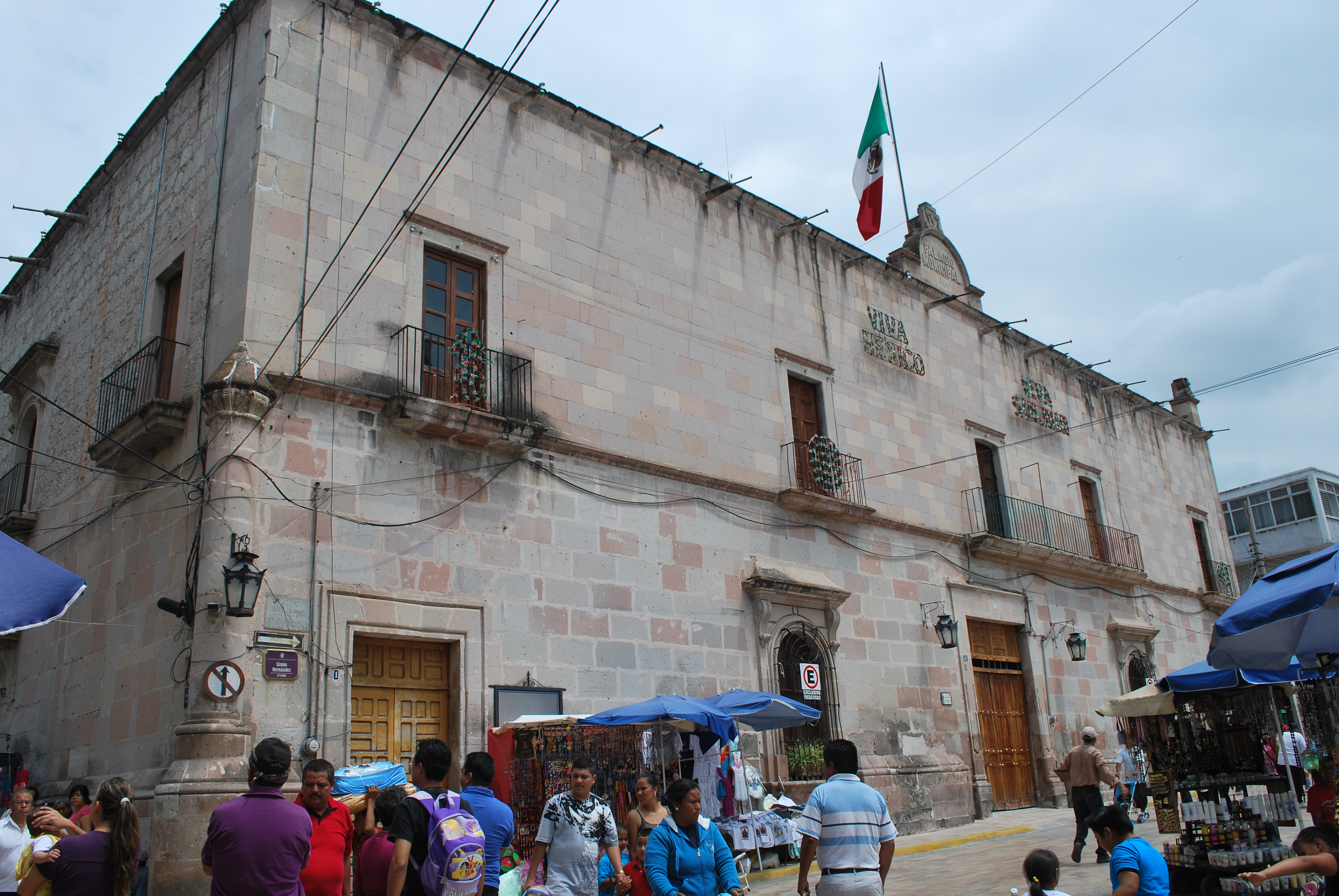
Palacio Municipal di San Juan de los Lagos

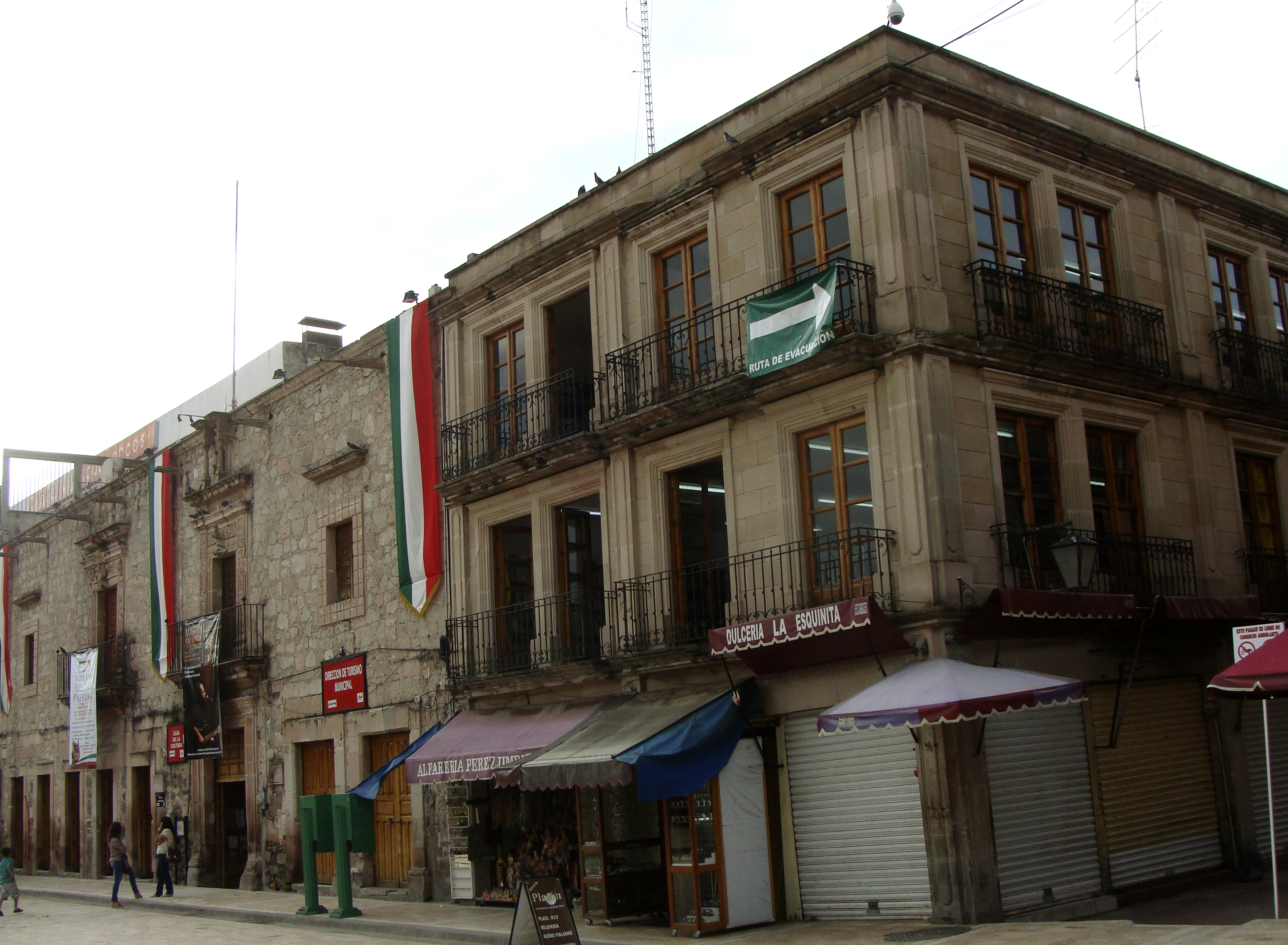
Casa de la Cultura di San Juan de los Lagos

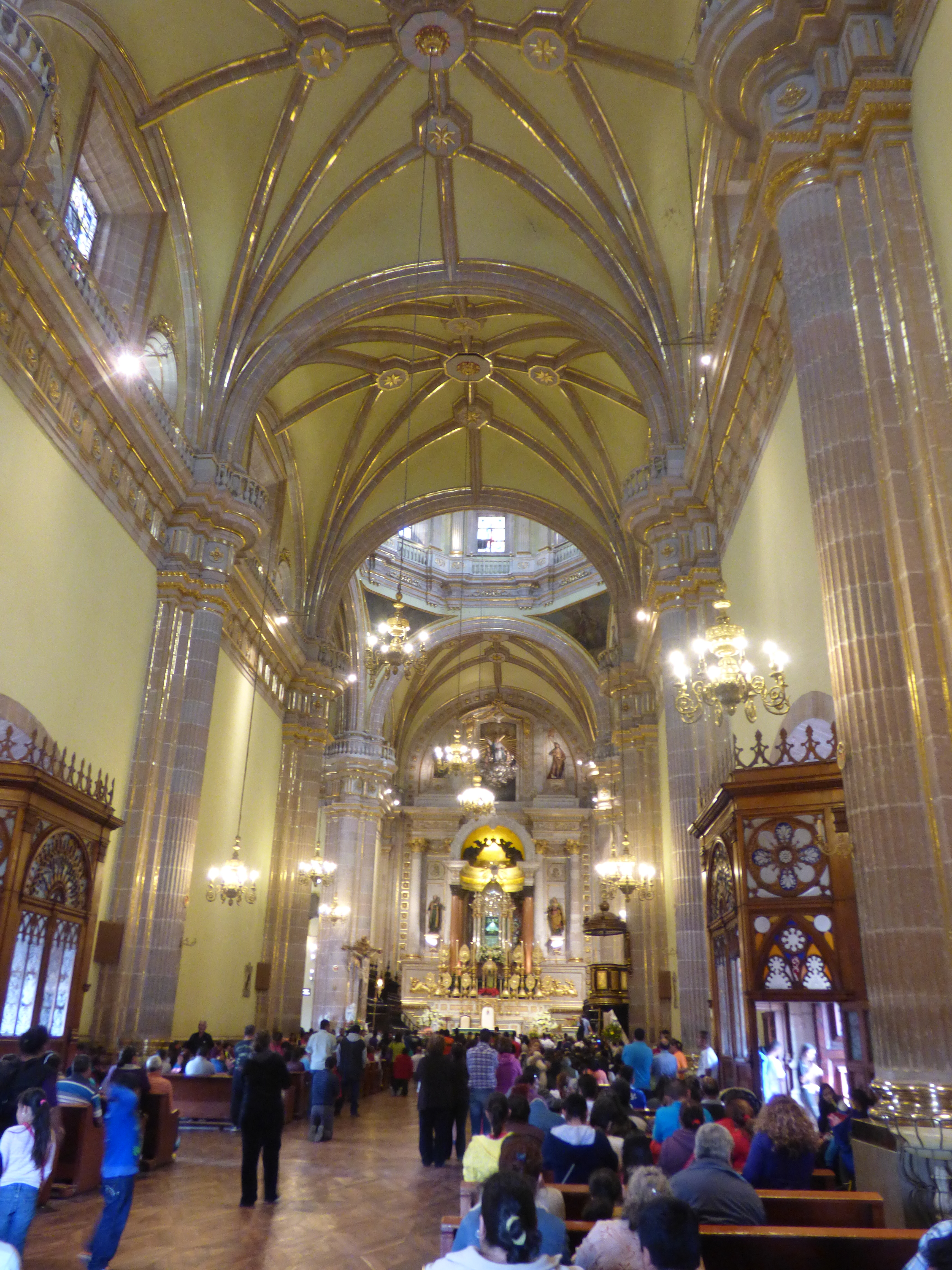
Basilica de Nuestra Señora, interno

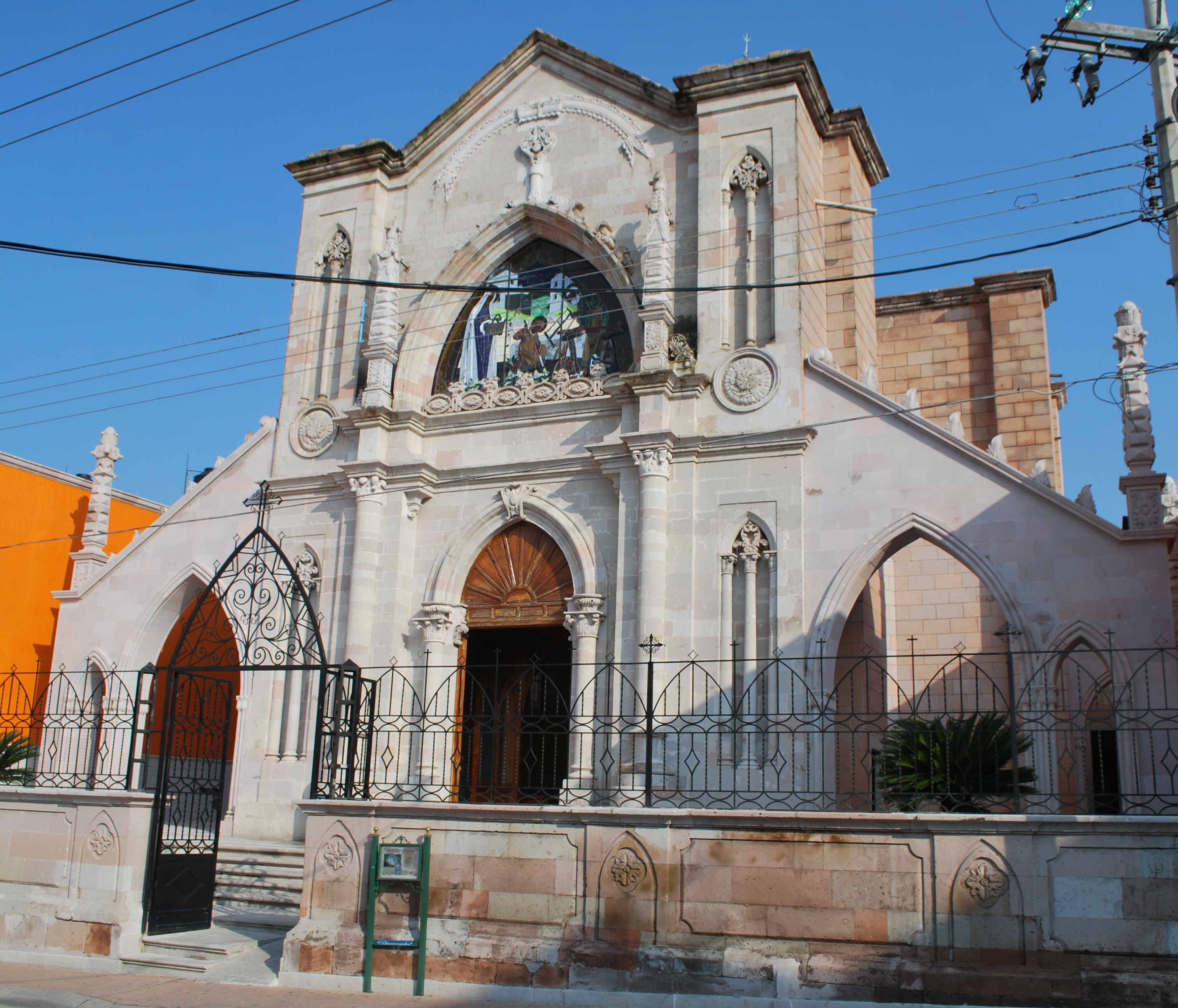
Templo de la Sagrada Familia

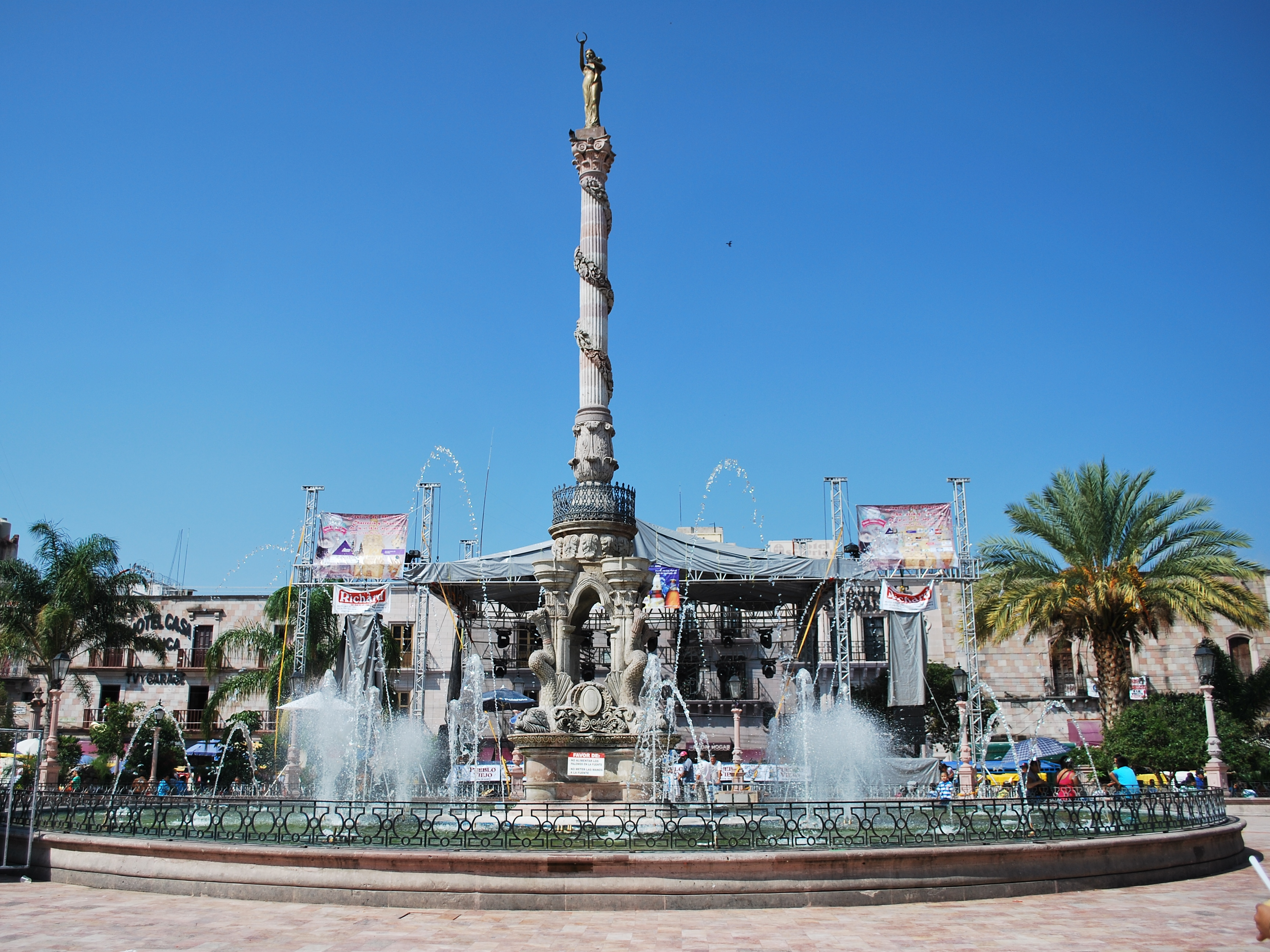
Fuente de la Plaza de Armas

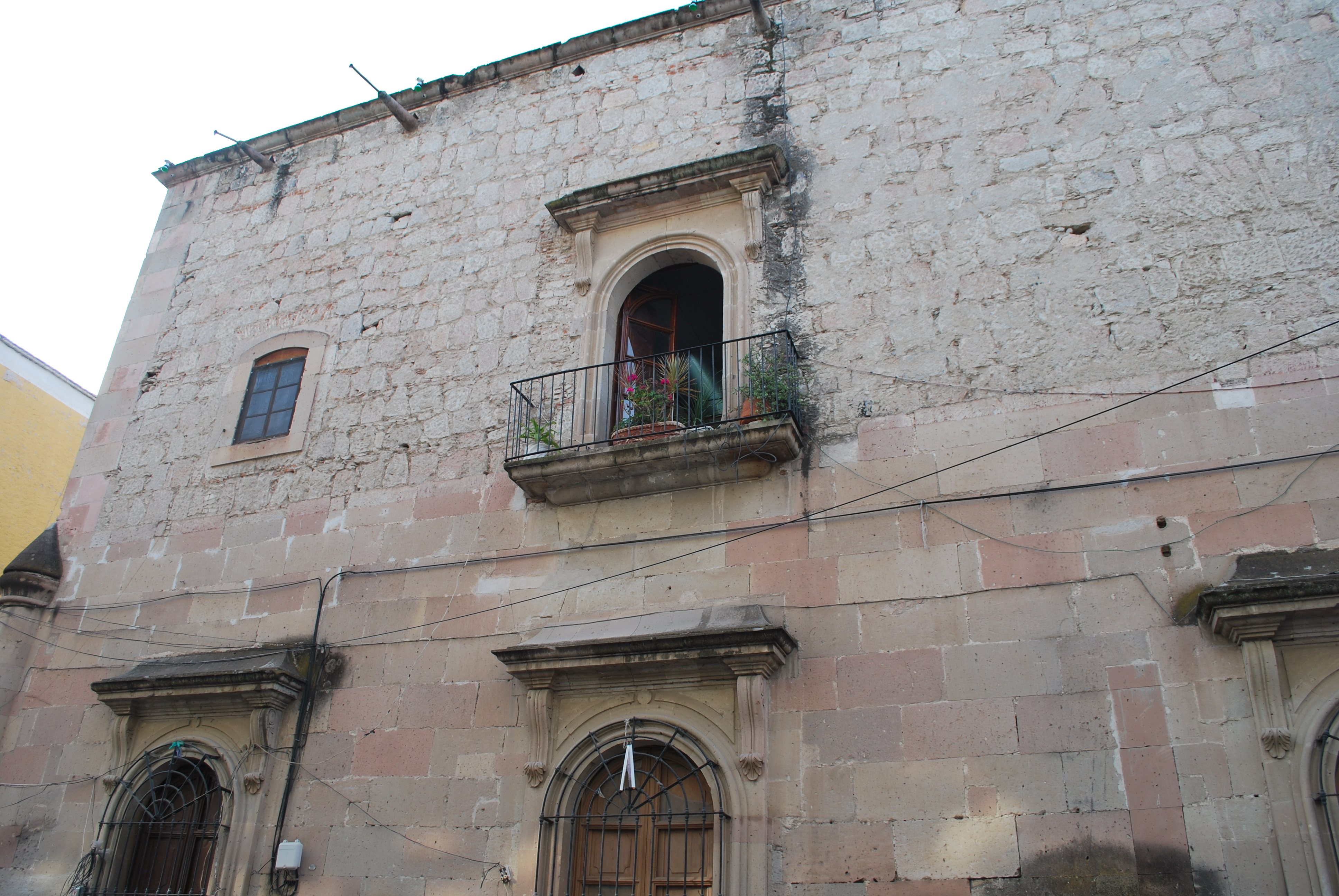
Palazzo nel centro storico

Come nella maggior parte dei comuni del Messico, il sindaco e la giunta comunale vengono eletti ogni tre anni.
| Presidente municipale (sindaco)    | Periodo   | Partito politico |
| José Benedicto González Romo       | 1935      | PNR              |
| Pablo Esqueda Campos               | 1935      | PNR              |
| José Benedicto González Romo       | 1935      | PNR              |
| Pablo Esqueda Campos               | 1936      | PNR              |
| José Benedicto González Romo       | 1936      | PNR              |
| Jesús María Escoto Padilla         | 1937      | PNR              |
| Pastor Padilla González            | 1937      | PNR              |
| Rafael Pérez de León               | 1938      | PNR              |
| Salvador de Alba Flores            | 1938      | PNR              |
| Rafael Pérez de León               | 1938      | PRM              |
| Salvador de Alba Flores            | 1938      | PRM              |
| Rafael Pérez de León               | 1938–1939 | PRM              |
| Ramón Paredes Sánchez              | 1939      | PRM              |
| Rafael Pérez de León               | 1939      | PRM              |
| Ramón Paredes Sánchez              | 1940      | PRM              |
| Enrique González Barba             | 1941      | PRM              |
| Pablo Esqueda Campos               | 1942      | PRM              |
| José Leónides Padilla P.           | 1943–1944 | PRM              |
| Juan Macías Gutiérrez              | 1945–1946 | PRM              |
| Rafael Pérez de León               | 1947      | PRI              |
| Miguel Gallardo Martín             | 1947      | PRI              |
| Rafael Pérez de León               | 1947–1948 | PRI              |
| Álvaro Padilla Campos              | 1948      | PRI              |
| Rafael Pérez de León               | 1948      | PRI              |
| Pablo Esqueda Campos               | 1949–1952 | PRI              |
| José Alfonso de la Torre de Alba   | 1953–1955 | PRI              |
| José Ma. Romo Carbajal             | 1956–1958 | PRI              |
| Francisco Gutiérrez Herrera        | 1959–1961 | PRI              |
| Gabriel Pérez de León              | 1962–1964 | PRI              |
| Javier de la Torre de Alba         | 1965–1967 | PRI              |
| Marcelino Romo de Anda             | 1968–1970 | PRI              |
| Noel Pérez de Anda                 | 1971–1973 | PRI              |
| Augusto Pérez Padilla              | 1974–1976 | PRI              |
| Raúl Martín Martín                 | 1977–1979 | PRI              |
| Rafael Pérez de Anda               | 1980–1982 | PRI              |
| José de Jesús García Cuéllar       | 1983–1985 | PRI              |
| Juan Enrique Leal Palos            | 1986      | IND              |
| Eduardo Palacios Barba             | 1986–1988 | IND              |
| Juan Ruiz García                   | 1989–1992 | PRI              |
| Miguel Macías de Rueda             | 1992–1995 | PAN              |
| Leocadio Macías Muñoz              | 1995–1997 | PRI              |
| Moisés Loza García                 | 1998–2000 | PAN              |
| Vicente García Campos              | 2001–2003 | PVEM             |
| Miguel Reyes Martín                | 2003      | PVEM (interim)   |
| Vicente García Campos              | 2003      | PVEM             |
| Ismael de Jesús Gutiérrez Padilla  | 2004–2006 | PVEM             |
| Alejandro de Anda Lozano           | 2007–2009 | PAN              |
| Jair Alexander González Plascencia | 2009      | PAN (interim)    |
| Alejandro de Anda Lozano           | 2009      | PAN              |
| José Raúl de Alba Padilla          | 2010–2012 | PAN              |
| Francisco Javier Guzmán Loza       | 2012      | PAN (interm)     |
| Heriberto Atilano González         | 2012–2015 | PRI-PVEM         |
| Alejandro de Anda Lozano           | 2015–2018 | PAN              |
| Ángel Hernández Campos             | 2018      | PAN (interim)    |
| Jesús Ubaldo Medina Briseño        | 2018–2021 | Panal            |
| Juan Pablo García Hernández        | 2021      | Panal (interim)  |
| Alejandro de Anda Lozano           | 2021–2024 | PAN              |
| Alejandro de Anda Lozano           | 2024-2027 | PAN (rieletto)   |

## Gastronomia
La gastronomia a San Juan è molto varia dato l'alto afflusso di pellegrini provenienti da tutto il Messico e turisti anche internazionali, i prodotti locali vengono venduti nei negozi sulla Plaza de Armas e nelle vie adiacenti. Il Mercado Municipal è il miglior posto dove poter provare piatti locali.
Cajeta: In aperta concorrenza con Celaya, San Juan è nota in tutto il Messico per la sua "cajeta", (letteralmente: la scatoletta, per via del fatto che in origine veniva confezionata in scatolette circolari in legno) è un dolce artigianale tradizionale. Viene venduta in tutte strade nelle vicinanze della cattedrale ed è disponibile in barattoli da 500 grammi, 1 kg, 5 kg, e in alcuni casi anche da 22 kg., viene preparata con latte di capra in pentole di rame da alcune fabbriche che hanno sede in città. Ne esistono un'ampia varietà di gusti: envinada (al vino), al pinolo, alla vaniglia, al caramello, al caffè, al cioccolato, alla noce e altri.
Jamoncillos: sono piccoli blocchi di latte zuccherato, spesso decorati con noci e frutta secca.
Cocadas: sono dolci fatti con cocco grattugiato, mescolato con zucchero e cotto al forno, fino a raggiungere la consistenza perfetta.

## Tradizioni popolari
Oltre ai normali giorni festivi nazionali messicani, a San Juan de los Lagos vengono celebrate alcune feste locali:
Dal 25 gennaio al 2 febbraio, si celebra la tradizione della Candelaria, data la grande reputazione religiosa della sua vergine.
Nel mese di maggio si svolge la tradizionale sfilata delle scimmie (conosciuta localmente come "Mojigangas"), che si svolge per tutto il mese nei pomeriggi, attorno alla basilica nella piazza principale.
Sempre a maggio si celebra la tradizionale Festa di Primavera, con date di inizio e fine variabili.

## Artigianato

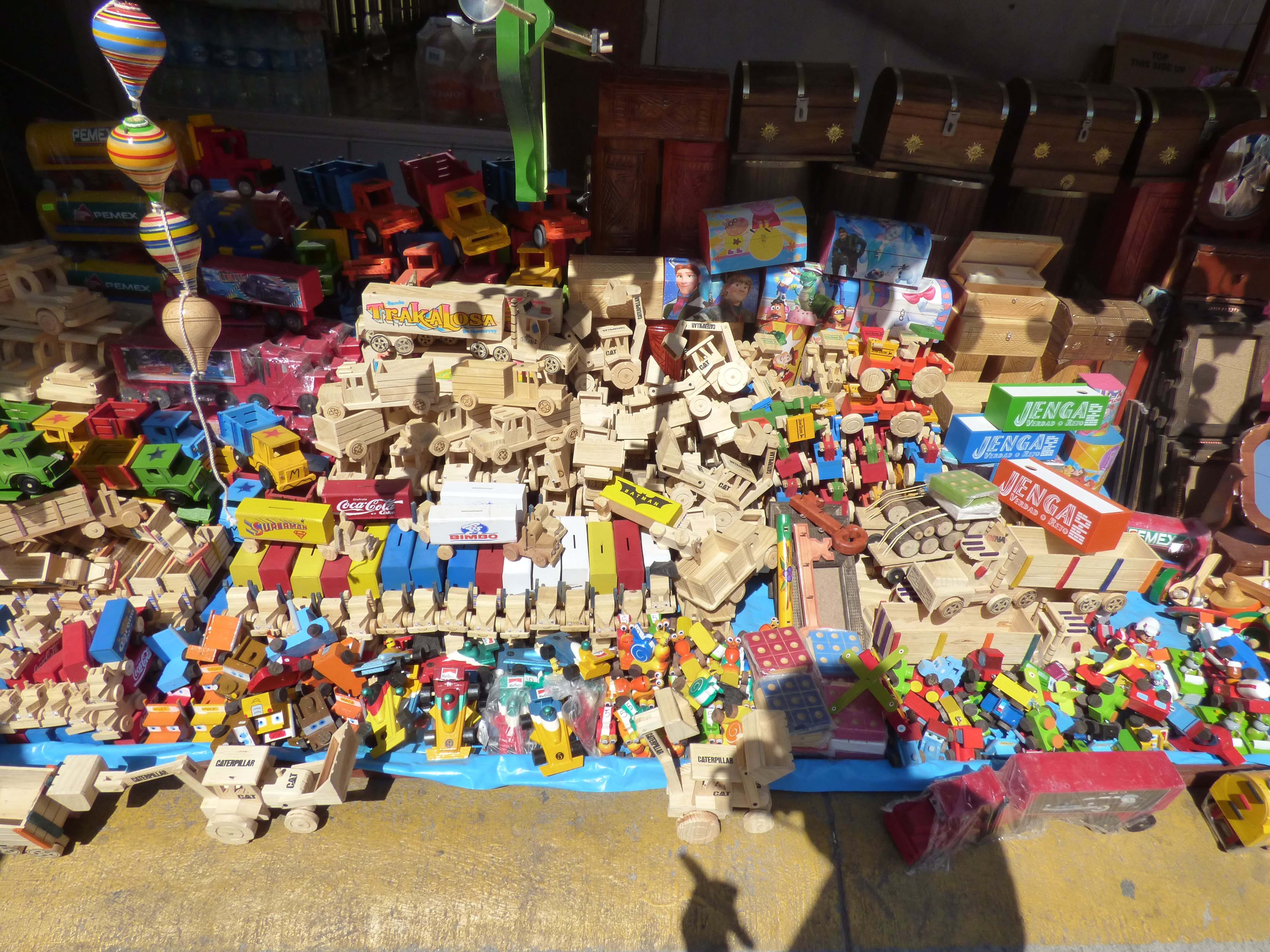
Artigianato a San Juan de los Lagos

L'artigianato di San Juan de los Lagos, è molto vario e si distingue per la sua ricchezza culturale e la sua tradizione. È caratterizzato dalla creazione di oggetti con materiali come ceramica, tessuti, legno, cuoio, metallo, vetro, carta e cera. Sulla Plaza de Armas di fronte alla cattedrale e nelle vie adiacenti, decine di ambulanti vendono souvenir religiosi, quali: immagini sacre, statuette di santi, crocefissi e rosari.
Ceramica: Vengono realizzati oggetti di argilla, alcuni con smalti e finiture speciali.
Legno: Vengono intagliate figure, mobili e altri oggetti decorativi.
Selleria e pelletteria: Anche se non è all'altezza di Leon, vengono realizzati articoli come cinture, borse e altri accessori.
Metalli: Metalli come ferro e rame vengono lavorati per creare oggetti decorativi e utilitari.

## Sport
La città conta con il Deportivo San Juan, una squadra che gioca nella Liga de Nuevos Talentos de México, (la serie B del Messico), che gioca allo Stadio Antonio R. Márquez. C'é anche una scuola di taekwondo, una scuola di calcio, una scuola di pallavolo e una scuola di danza, tutte finanziate dalla società PROAN. Hanno anche un campionato comunale di calcio e un campionato di baseball. San Juan ha ospitato la Coppa del Mondo per Amputati del 2018 e la Coppa America per Amputati del 2015.

## Trasporti
Autostrade e strade federali: L'Autopista 80D, Guadalajara-San Luis Potosí (a pedaggio), passa a sud della città, la Carretera Federal 80 (gratuita), compie lo stesso percorso della 80D, ma attraversa tutti i centri abitati, le statali 212 e 307, collegano San Juan de Los Lagos a Encarnación de Díaz.
Autobus extra-urbani: San Juan de Los Lagos ha un terminal degli autobus a 1,2 km dal centro, ci sono destinazioni per: Città del Messico, Tepeji del Rio, Querétaro, Encarnación de Díaz, Celaya, Salamanca, Irapuato, Silao, Léon, Lagos de Moreno, Aguascalientes, Guadalajara e altre.
Aereo: San Juan de Los Lagos non ha un suo aeroporto, il più vicino è l'Aeropuerto Internacional de Aguascalientes Lic. Jesús Terán Peredo, (Codici IATA: AGU, OACI: MMAS, DGAC: AGU), di Aguascalientes che dista 70km, ha voli nazionali per Città del Messico, Cancún, La Paz, Monterrey, Puerto Vallarta e Tijuana, nonché voli internazionali per gli Stati Uniti: Dallas/Fort Worth, Chicago–Midway e Los Ángeles.